# Alba Nydia Díaz
Alba Nydia Díaz (Caguas, 27 de abril de 1955) es una actriz de teatro [1] , productora de televisión,  actriz de televisión y actriz de cine ocasional y ex presentadora puertorriqueña que ha trabajado en Puerto Rico y México.
Es considerada como una de las primeras actrices de las más importantes de Puerto Rico.

## Primeros años
Díaz nació en Caguas, Puerto Rico. Los papeles que interpretó en sus inicios y años posteriores no fueron protagónicos, desde Conciencia Culpable, en 1969, hasta Cristina Bazán, en 1977.

## Carrera actoral en televisión
Durante la década de 1970, apareció en telenovelas mexicanas como Colorina, con la actriz mexicana Lucía Méndez, El derecho de nacer y El maleficio, también grabada y transmitida por Televisa.
A fines de la década de 1970, Díaz se desempeñaba en papeles protagónicos en las telenovelas: La Jibarita, grabada en República Dominicana, Modelos S.A. (Models S.A.) junto a Fernando Allende y Giselle Blondet, y Cuando Despierta un Amor, junto a Braulio Castillo Jr., ambos grabados en Puerto Rico.

## Carrera actoral en el escenario/teatro
Díaz también se ha presentado en escenarios de Puerto Rico, incluyendo La Pasión según Antígona Pérez, La Casa de Bernarda Alba, La Carreta, Zorba el Griego, Electra , Tiempo Muerto y Frida Kahlo: Viva la Vida, Historia de dos.

## Productora de televisión
Díaz tiene su propia productora de cine llamada Copelar, con su colega la actriz Sonia Valentín. Ha protagonizado y producido varias películas para televisión, como Sudor Amargo y Las Combatientes.

## Presentadora de televisión
Díaz condujo el programa diario de entrevistas Entre Nosotras (Among Us) con Sonia Valentín y Noris Joffre, entre otras personalidades. Fue transmitido por Televicentro en Puerto Rico y WAPA América, en todo Estados Unidos.A mediados del 2023 Alba Nydia se retira de su carrera profesional en el ámbito televisivo
“Me llevo en mi corazón un recuerdo maravilloso de estos 18 años consecutivos que estuve en este Canal laborando con grandes compañeros en programas inolvidables para mí que me hicieron crecer como artista y como animadora. Ha sido una gran experiencia. Yo no me retiro y seguiré trabajando en obras de teatro y en otros proyectos. Esto no es una despedida sino un ´hasta luego´. Gracias por apoyarme siempre, gracias a WAPA por todas las oportunidades, y gracias a todos mis compañeros. Un abrazo para todos, los llevo en mi corazón para siempre”, expresó Alba Nydia.

## Filmografía

#### Actuaciones de televisión

##### Año         |  Título               |Rol
- 1978 Cristina Bazán Tania
- 1980 La otra mujer Susana
- 1980 El ídolo Alana
- 1980 Colorina Liza
- 1981 El derecho de nacer Virginia
- 1982 Al final del arco iris Adriana
- 1983 El maleficio Sara
- 1985 Tanairí Altagracia
- 1989 La conciencia de Lucia
- 1995 Señora Tentación Azabache
- 1995 Al son del amor
- 1998 Flores de la noche Myriam
- 1999 Cuando despierte el amor
- 2003 Psicosis Irene
- 2004 Las combatientes Noemí

## Representaciones cinematográficas

#### Año | Título
- 1973 Adiós, Nueva York, adiós
- 1993 Un vuelo de esperanza
- 2003 Sudor amargo
- plaza vacante

## Reconocimientos
Las actrices y productoras Alba Nydia Díaz y Sonia Valentín recibieron un reconocimiento por su aportación a las artes y a la industria cinematográfica durante el Isabela International Film Festival 2022.